# Yuri Gárate
Yuri Gárate, auch bekannt als Ives-Yuri Garate bzw. Yves-Yuri Gárate, (* 1970 in Santiago de Chile) ist ein deutscher Schauspieler und Filmregisseur chilenischer Herkunft.

## Leben
Gárate wurde von 1992 bis 1996 an der Stage School Hamburg zum Schauspieler ausgebildet. Ab 1996 spielte er in der Fernsehserie Marienhof die Rolle des Miguel. Theater spielte er u. a. in Magdeburg, Potsdam, Hamburg und Oldenburg.
Weitere Fernsehrollen hatte er in SOKO Wismar und als Anwalt an der Seite von Fritz Wepper in Vater aus heiterem Himmel. 2010 erschien sein Regiedebüt Alex und der Löwe.

## Filmografie
als Schauspieler
- 1995: Neulich am Deich
- 1996: Marienhof (Fernsehserie)
- 2000: Kennwort Malaga
- 2010: Soko Wismar – Blinder Zeuge
- 2010: Alex und der Löwe
- 2010: Vater aus heiterem Himmel (Fernsehfilm)

als Regisseur
- 2010: Alex und der Löwe